# 亞歷山大·弗里德曼
亚历山大·亚历山德罗维奇·弗里德曼（俄語：Александр Александрович Фридман，1888年6月16日—1925年9月16日）是一名蘇聯數學家、气象学家、宇宙学家。

## 生平
弗里德曼1888年出生于俄国的圣彼得堡，1922年发现了广义相对论引力场方程的一个重要的解，即弗里德曼-勒梅特-罗伯逊-沃尔克度规。1924年他在发表的论文中阐述了膨胀宇宙的思想，即曲率分别为正、负、零时的三种情况，称为弗里德曼宇宙模型。这一观点1924年被美国天文学家埃德温·哈勃所证实。俄国另一位著名的宇宙学家乔治·伽莫夫是弗里德曼的学生。